# Alan Hale junior
Alan Hale junior (* 8. März 1921 in Los Angeles, Kalifornien als Alan Hale McKahan; † 2. Januar 1990 ebenda) war ein US-amerikanischer Schauspieler.

## Leben
Hale wurde als Sohn des bekannten Hollywood-Nebendarstellers Alan Hale (1892–1950), dem er auch äußerlich ähnelte, und der Stummfilmschauspielerin Gretchen Hartman (1897–1979) geboren. Er wurde wegen der Namensgleichheit oftmals als Alan Hale Jr. in Filmcredits erwähnt – insbesondere bis zum Tod seines Vaters, aber teilweise auch noch danach.
Bereits in seiner Kindheit trat Hale Jr. vereinzelt als Statist in Hollywoodfilmen auf und spielte Theater. Nach seinem Schulabschluss erhielt ab Anfang der 1940er-Jahre regelmäßig Rollen in Hollywood, unterbrochen nur von einem Einsatz in der United States Coast Guard im Rahmen des Zweiten Weltkrieges. Der hochgewachsene Darsteller, in jungen Jahren athletisch und später eher stämmig, spielte vor allem maskulin wirkende Rollentypen. Besonders häufig verkörperte Kumpels der Hauptfiguren, Armeeangehörige aller Ränge oder Sheriffs. In den 1950er-Jahren war er in zahlreichen Western (Für eine Handvoll Geld, Der Gangster-Boss von Rocket City, Cowboyrache in Oklahoma, Der Scharfschütze, Schlucht des Grauens) zu sehen, spielte aber auch in größeren Hollywoodproduktionen anderer Genres wie Immer Ärger mit den Frauen (1958) und Geheimkommando (1959). Während er sich im Kino meistens mit Nebenrollen begnügen musste, hatte er in der zwischen 1952 und 1954 gedrehten Agentenserie Biff Baker, U.S.A. die Hauptrolle inne.
Die Rolle, die sein Image am nachhaltigsten prägte, war jedoch die des Skippers in der CBS-Sitcom Gilligans Insel (1964–1967). Er spielte diese Rolle auch in den diversen Nachfolgefilmen der Serie in den 1970er und 1980er Jahren. Die Rolle verhalf ihm beim amerikanischen Fernsehpublikum zu großer Popularität, und er wusste daraus Kapital zu schlagen. So betrieb er ein Restaurant, in dem er Gäste in seinem Skipper-Outfit, also mit der charakteristischen Kapitänsmütze, zu begrüßen pflegte. Er versteigerte auch zahlreiche dieser Mützen und spendete den Erlös für gemeinnützige Zwecke. Andererseits erschwerte es ihm die Festlegung auf diese Rolle, andere Engagements zu finden.
Von 1968 bis 1969 spielte er an der Seite Bob Denvers, der dem Publikum gleichsam immer als Gilligan in Erinnerung bleiben würde, in einer sehr ähnlichen Rolle in der Sitcom The Good Guys. In den 1970er und 1980er Jahren hatte er zahlreiche Gastauftritte in verschiedenen Fernsehserien wie Bonanza, Love Boat, Fantasy Island, Magnum, Alf, Unser lautes Heim und Mord ist ihr Hobby. Zuletzt war er 1988 in einer Gastrolle in der Krimireihe Privatdetektiv Harry McGraw mit Jerry Orbach zu sehen.
Hale heiratete im März 1943 Bettina Reed Doerr (1920–2000), mit der er vier Kinder hatte. Nach der Scheidung von Doerr heiratete er 1964 die frühere Sängerin Naomi Grace Ingram (1922–2008), mit der er bis zu seinem Tod verheiratet blieb. Er starb im Januar 1990 im Alter von 68 Jahren an einer Krebserkrankung.

## Filmografie (Auswahl)
- 1933: Kinder auf den Straßen (Wild Boys of the Road)
- 1941: All-American Co-Ed
- 1941: Dive Bomber
- 1941: I Wanted Wings
- 1942: Wake Island
- 1943: Watch on the Rhine
- 1946: Mit Pinsel und Degen (Monsieur Beaucaire)
- 1947: Ein Leben wie ein Millionär (It Happened on 5th Avenue)
- 1948: Dr. Johnsons Heimkehr (Homecoming)
- 1949: Gespensterreiter (Riders in the Sky)
- 1949: It Happens Every Spring
- 1949: Ein Seemann ist kein Schneemann (Swiss Tour)
- 1950: Cowboyrache in Oklahoma (Sierra Passage)
- 1950: Der Gangsterboß von Rocket City (The Underworld Story)
- 1950: Der Scharfschütze (The Gunfighter)
- 1950: So ein Pechvogel (When Willie Comes Marching Home)
- 1950: The West Point Story
- 1952–1954: Biff Baker, U.S.A. (Fernsehserie, 26 Folgen)
- 1952: Für eine Handvoll Geld (The Big Trees)
- 1952: Die Frau mit der eisernen Maske (Lady in the Iron Mask)
- 1952: Gegenspionage (Springfield Rifle)
- 1952: Die Söhne der drei Musketiere (At Sword’s Point)
- 1954: Destry räumt auf (Destry)
- 1954: Heißes Pflaster (Rogue Cop)
- 1954: Stadt der Verdammten (Silver Lode)
- 1955: Ein Mann liebt gefährlich (Many Rivers to Cross)
- 1955: Man soll nicht mit der Liebe spielen (Young at Heart)
- 1955: Der Seefuchs (The Sea Chase)
- 1955: Zwischen zwei Feuern (The Indian Fighter)
- 1956: Blutige Hände (The Killer Is Loose)
- 1957: Befiehl du deine Wege (All Mine to Give)
- 1957: Der Engel mit den blutigen Flügeln (Battle Hymn)
- 1957: Rächer der Enterbten (The True Story of Jesse James)
- 1958: Immer Ärger mit den Frauen (The Lady takes a Flyer)
- 1959: Geheimkommando (Up Periscope)
- 1963: Die eiserne Jungfrau (The Iron Maiden)
- 1964–1967: Gilligans Insel (Gilligan’s Island) (Fernsehserie, 98 Folgen)
- 1964: Helden ohne Hosen (Advance to the Rear)
- 1964: Die letzte Kugel trifft (Bullet for a Badman)
- 1968: Hängt ihn höher (Hang ’Em High)
- 1970: Zwei dreckige Halunken (There was a Crooked Man)
- 1975: Abenteuer der Lüfte (The Sky’s the Limit)
- 1975: Angriff der Riesenspinne (The Giant Spider Invasion)
- 1979: Eine ganz irre Truppe (The North Avenue Irregulars)
- 1979: Das Geheimnis der eisernen Maske (The 5th Musketeer)
- 1979: Die unschlagbaren Sieben von Las Vegas (Angels’ Brigade)
- 1984: Johnny G. – Gangster wider Willen (Johnny Dangerously)
- 1987: High-Life am Strand (Back to the Beach)